# Catedral de Gómez Palacio
La Catedral de Gómez Palacio, oficialmente Catedral de Santa María de Guadalupe es un templo católico elevado al rango de catedral, siendo sede de la Diócesis de Gómez Palacio. Se ubica en la ciudad de Gómez Palacio, en el estado de Durango.

## Historia
Anteriormente estaba levantada una capilla que data de 1889.
La construcción del recinto actual comenzó en 1903 para atender la demanda del crecimiento de la ciudad de Gómez Palacio, en noviembre de 1909 se celebro su primer misa sin aun no estar concluida en su totalidad.
Durante la Revolución Mexicana su construcción tuvo que frenarse por los ataques y enfrentamientos que había en Gómez Palacio, recibiendo su cañonazo la estructura de la iglesia, se tuvo que retrasar más tiempo por la Guerra Cristera.
A finales de los conflictos bélicos de México a principios de siglo XX se pudo concluir en su totalidad la construcción de la iglesia y fue consagrada como parroquia de Gómez Palacio.
En 2008 la parroquia fue consagrada a catedral por el obispo José Guadalupe Torres Campos a causa de que el papa Benedicto XVI mediante la bula Metropolitanae Ecclesiae erigió la Diócesis de Gómez Palacio, convirtiéndose la parroquia en sede de la diócesis.
En 2017 fue revelado el escudo de armas del Municipio de Gómez Palacio, siendo parte del escudo una ilustración de la fachada de la catedral.